# Beals Wright
Beals Coleman Wright (* 19. Dezember 1879 in Boston, Massachusetts; † 23. August 1961 in Alton, Illinois) war ein US-amerikanischer Tennisspieler.

## Karriere
Wrights Vater Harry Wright formte 1869 die erste Baseball-Mannschaft in den USA. Als Spieler-Manager der Cincinnati Reds, wo auch Harrys Bruder George Wright spielte, verdiente er genug Geld, um Beals Wright an die Harvard University zu schicken.
Wright gehörte Anfang des Jahrhunderts zu den führenden Rasen-Tennisspielern der Zeit. Relativ früh in seiner Karriere gewann Wright bei den Olympischen Spielen 1904 beide Goldmedaillen. Im Herreneinzel besiegte er im Finale Robert LeRoy. Im Doppel gewann er an der Seite von Edgar Leonard ebenfalls Gold, als sie im Finale abermals LeRoy und Alphonzo Bell besiegten. Bereits 1901 stand er das erste Mal im Finale der U.S. National Championships. Zwei weitere Male (1906 und 1908) unterlag er erst im Finale. Im Jahr 1905 gewann er seinen einzigen Titel bei den US-Meisterschaften im Einzel. Außerdem stand er mit der amerikanischen Mannschaft im gleichen Jahr im Finale des Davis Cup. Von 1904 bis 1906 gewann er mit Holcombe Ward die US-Meisterschaften im Doppel. 1910 wurde er zum ersten US-Amerikaner, der das Finale von Wimbledon erreichte. Dort verlor er gegen den Neuseeländer Anthony Wilding. Dreimal konnte Wright die Canadian Open gewinnen. In den Jahren 1907, 1908 und 1911 nahm Wright am Davis Cup teil und zweimal unterlagen sie erst im Finale.
Später im Leben wurde er Präsident der USLTA (später USTA). 1956 erfolgte die Aufnahme in die International Tennis Hall of Fame.